# Neumichtis indocilis
Neumichtis indocilis là một loài bướm đêm trong họ Noctuidae.